# (8586) Epops
(8586) Epops (2563 P-L) – planetoida z grupy pasa głównego asteroid okrążająca Słońce w ciągu 5,76 lat w średniej odległości 3,21 au. Odkryta 24 września 1960 roku.